# 모두가 대통령의 사람들
《모두가 대통령의 사람들》(All the President's Men) 은 1976년 개봉한 정치 스릴러 영화이다. 워터게이트 사건을 당시 워싱턴 포스트의 기자였던 밥 우드워드와 칼 번스타인이 딥 스로트의 제보를 받아 폭로하는 내용으로 밥 우드워드에 로버트 레드포드, 칼 번스타인에 더스틴 호프만이 맡았다.
2010년 이 영화는 미국 의회도서관에 의해 문화적으로, 역사적으로, 미적으로 중요성을 인정받아 미국 국립영화등기부에 선정, 보존되었다.

## 줄거리
1972년 6월 17일, 워터게이트 콤플렉스의 경비원이 문고리에 테이프가 붙어 잠기지 않도록 되어 있는 것을 발견한다. 그는 경찰을 불렀고, 경찰은 단지 내의 민주당 전국위원회 본부에서 5명의 강도를 찾아 체포한다. 다음날 아침, 워싱턴 포스트는 신참 기자 밥 우드워드를 이 사건을 취재하기 위해 지역 법원에 배치하는데, 이 사건은 사소한 중요성으로 간주된다.
우드워드는 5명의 남자들—제임스 W. 매코드 주니어와 마이애미 출신의 쿠바계 미국인 4명—이 전자 도청 장비를 소유하고 있었으며, 비싼 "컨트리 클럽" 변호사의 변호를 받고 있음을 알게 된다. 기소 때 매코드는 법정에서 자신이 최근 중앙정보국(CIA)을 떠났다고 밝혔고, 다른 사람들도 CIA와 연관되어 있음이 밝혀진다. 우드워드는 이 강도들을 리처드 닉슨미국 대통령의 백악관 법률고문 찰스 콜슨의 직원이었고 이전에 CIA 소속이었던 E. 하워드 헌트와 연결시킨다.
칼 번스틴은 또 다른 포스트 기자로, 우드워드와 함께 워터게이트 사건을 취재하게 된다. 두 젊은이는 내키지 않는 파트너였지만 잘 협력한다. 총괄 편집장 벤자민 브래들리는 그들의 작업이 신뢰할 수 있는 출처가 부족하고 포스트의 1면을 장식할 가치가 없다고 생각하지만, 추가 조사를 장려한다.
우드워드는 이전에 사용했던 익명의 정보원인 고위 정부 관리와 연락을 취하는데, 그는 그를 "딥 스로트"라고 부른다. 비밀리에 연락하며, 만남을 알리기 위해 발코니 화분에 깃발을 놓는 방식을 사용하며, 그들은 밤에 지하 주차장에서 만난다. 딥 스로트는 모호하고 은유적으로 말하며, 워터게이트 침입에 대한 실질적인 사실은 피하지만, 우드워드를 진실로 가는 올바른 길로 인도하겠다고 약속하며 우드워드에게 "follow the money"라고 조언한다.
우드워드와 번스틴은 5명의 강도들을 닉슨의 대통령 재선을 위한 위원회(CRP 또는 CREEP)에 대한 선거 자금 기부와 관련된 부패 행위에 연결시킨다. 여기에는 마이애미 당국이 마이애미 기반 강도들을 조사할 때 신원을 확인한 케네스 H. 달버그가 지불한 25,000달러짜리 수표가 포함된다. 그러나 브래들리와 포스트의 다른 사람들은 여전히 조사와 딥 스로트와 같은 정보원에 대한 의존성을 의심하며, 대통령이 민주당 후보 조지 맥거번을 거의 확실하게 이길 것이 확실한데 왜 닉슨 행정부가 법을 어겨야 하는지 궁금해한다.
전 CREEP 재무 담당자 휴 W. 슬론 주니어를 통해 우드워드와 번스틴은 수십만 달러의 비자금을 백악관 비서실장 해리 로빈스 홀더먼("이 나라에서 두 번째로 중요한 인물")과 전 법무장관인 현 CREEP 책임자 존 N. 미첼과 연결시킨다. 그들은 닉슨이 여론조사에서 에드먼드 머스키에게 뒤처져 있던 워터게이트 침입 1년 전부터 CREEP가 민주당 대통령 후보들을 방해하기 위한 "ratfucking" 캠페인을 자금 지원하고 있었다는 것을 알게 된다.
브래들리의 철저함 요구로 기자들은 홀더먼과의 연결을 확인하기 위해 다른 정보원을 확보해야 했지만, 백악관은 포스트의 1면 기사에 대한 non-denial denial을 발표한다. 브래들리는 계속해서 조사를 장려한다.
우드워드는 다시 딥 스로트와 비밀리에 만나 그에게 덜 애매하게 말해달라고 요구한다. 매우 마지못해 딥 스로트는 홀더먼이 워터게이트 침입과 은폐를 주도했다고 밝힌다. 그는 또한 은폐가 CREEP의 개입을 위장하기 위한 것뿐만 아니라, CIA와 FBI를 포함한 "전체 미국 정보 커뮤니티"와 관련된 "비밀 작전"을 숨기기 위한 것이라고 말한다. 그는 우드워드와 번스틴에게 그들의 생명과 다른 사람들의 생명이 위험하다고 경고한다. 두 사람이 이 정보를 브래들리에게 전달하고 음모의 깊이를 말하자, 브래들리는 헌법적 위기가 오고 있음을 깨닫지만, 그들에게 기사를 진행하라고 말한다.
1973년 1월 20일 리처드 닉슨의 두 번째 취임식 동안, 번스틴과 우드워드는 전체 기사를 작성하고, 뉴스룸의 텔레비전에서는 닉슨이 두 번째 대통령 임기를 위한 취임 선서를 하는 모습을 보여준다. 이어진 몇 년 동안의 워터게이트 관련 텔레타이프 헤드라인 몽타주가 보여지며, 리처드 닉슨의 사임과 1974년 8월 9일 제럴드 포드 대통령 취임식 보도로 끝난다.

## 출연

### 주연
- 더스틴 호프만
- 로버트 레드포드

### 조연
- 제이슨 로버즈
- 잭 워든
- 마틴 발삼

## 기타
- 원작자: 밥 우드워드
- 원작자: 칼 번스타인
- 미술: 조지 젠킨스
- 배역: 앨런 쉐인

## 같이 보기
- 더 포스트